# Melanotrichia kibuneana
Melanotrichia kibuneana là một loài Trichoptera trong họ Xiphocentronidae. Chúng phân bố ở miền Cổ bắc.